# Audi Melbourne Pro Tennis Classic 2012
L'Audi Melbourne Pro Tennis Classic 2012 è stato un torneo professionistico di tennis femminile giocato sulla terra verde. È stata la 7ª edizione del torneo, che fa parte dell'ITF Women's Circuit nell'ambito dell'ITF Women's Circuit 2012. Si è giocato a Indian Harbour Beach negli USA dal 30 aprile al 6 maggio 2012.

## Partecipanti

### Teste di serie
| Nazionalità | Giocatrice                | Ranking* | Testa di serie |
| ----------- | ------------------------- | -------- | -------------- |
| Stati Uniti | Irina Falconi             | 104      | 1              |
| Australia   | Olivia Rogowska           | 121      | 2              |
| Stati Uniti | Alison Riske              | 128      | 3              |
| Italia      | Camila Giorgi             | 129      | 4              |
| Portogallo  | Michelle Larcher de Brito | 143      | 5              |
| Stati Uniti | Julia Cohen               | 147      | 6              |
| Stati Uniti | Coco Vandeweghe           | 163      | 1              |
| Stati Uniti | Madison Brengle           | 183      | 2              |

- Ranking al 23 aprile 2012.

### Altre partecipanti
Giocatrici che hanno ricevuto una wild card:
- Jan Abaza
- Alexandra Kiick
- Maria Sanchez
- Chalena Scholl

Giocatrici che sono passate dalle qualificazioni:
- Krista Hardebeck
- Lena Litvak
- Valerija Solov'ëva
- Al'ona Sotnikova
- Shelby Rogers (lucky loser)

Giocatrici che hanno ricevuto uno special exempt:
- Melanie Oudin

## Campionesse

### Singolare
Grace Min ha battuto in finale  Maria Sanchez, 6–4, 7–6(4)

### Doppio
Maria Fernanda Alves /  Jessica Moore hanno battuto in finale  Marie-Ève Pelletier /  Al'ona Sotnikova, 6(6)–7, 6–3, [10–8]